# David S. Goyer
David Samuel Goyer (Ann Arbor, 22 de dezembro de 1965) é um escritor, roteirista, cineasta e produtor estadunidense, conhecido por roteirizar a trilogia Blade e Blade: The Series (inclusive, dirigiu o último) e também os filmes Batman Begins, The Dark Knight, Man of Steel e Batman v Superman: Dawn of Justice. Também é conhecido por ter dirigido e produzido a série FlashForward que foi exibida originalmente nos Estados Unidos pela rede de televisão ABC.  Como escritor, lançou algumas obras de ficção científica junto de Michael Cassutt. 

## Filmografia

### Cinema
- 1990 - Death Warrant
- 1991 - Kickboxer 2: The Road Back
- 1992 - Demonic Toys
- 1994 - The Puppet Masters
- 1996 - The Crow: City of Angels
- 1998 - Dark City
- 1998 - Blade
- 2000 - Mission to Mars
- 2002 - Zig Zag
- 2002 - Blade II
- 2004 - Blade: Trinity
- 2005 - Batman Begins
- 2007 - The Invisible
- 2007 - Ghost Rider
- 2008 - Jumper
- 2008 - The Dark Knight
- 2009 - The Unborn
- 2012 - Ghost Rider: Spirit of Vengeance
- 2012 - The Dark Knight Rises
- 2013 - Man of Steel
- 2016 - The Forest
- 2016 - Batman v Superman: Dawn of Justice
- 2019 - Terminator: Dark Fate
- 2021 - Masters of the Universe

### Televisão
- 1997 - Sleepwalkers
- 1998 - Nick Fury: Agent of S.H.I.E.L.D.
- 2000 - FreakyLinks
- 2005 - Threshold
- 2006 - Blade: The Series
- 2009 - FlashForward
- 2012 - Da Vinci's Demons
- 2014 - Constantine
- 2018 - Krypton

Literatura
- 2011 - Heaven's Shadow (br. Sombra do Paraíso - Editora Aleph (2015)]
- 2012 - Heaven's War
- 2013 - Heaven's Fall